# ماریو بیاگی
ماریو بیاگی (Mario Biaggi)‏ (۲۶ اکتبر ۱۹۱۷–۲۴ ژوئن ۲۰۱۵)، سیاستمدار، وکیل و افسر پلیس آمریکایی بود. از سال ۱۹۶۹ تا سال ۱۹۸۸ نماینده نیویورک در مجلس نمایندگان ایالات متحده بود؛ وی ده مرتبه در مجلس نمایندگان ایالات متحده انتخاب شد که در هفت مرتبه آن بیش از ۹۰٪ آرا را از آن خود کرد. بیاگی قبل از زندگی سیاسی، یکی از افسران دارندهٔ بیشترین مدال در تاریخ ادارهٔ پلیس شهر نیویورک بود؛ دو تن مجرمینی را که به وی حمله کرده بودند به قتل رساند، و در حین اجرای وظیفه ۱۱ مرتبه مجروح شد. بیاگی بعدها در ۴۹ سالگی دادستان شد. وی به عنوان عضو حزب دموکرات برانکس شهر نیویورک، به عضویت کنگره انتخاب شد. در سال‌های ۱۹۸۷ و ۱۹۸۸، در دو محاکمه به دریافت پاداش غیرقانونی محکوم شد و در سال ۱۹۸۸ از کنگره استعفا داد.

## اوایل زندگی
بیاگی در خانوادهٔ مهاجران فقیر ایتالیایی اهل پیاچنتسا واقع در شمال ایتالیا، در یک خانهٔ اجاره‌ای در خیابان ۱۰۶ در محلهٔ هارلم شرقی واقع در منهتن شهر نیویورک متولد شد. سالواتوره بیاگی، پدر بیاگی مرمر کار بود. مری (نام تولد کامپری)، مادر بیاگی به عنوان مستخدمه کار می‌کرد. بیاگی دو برادر بزرگ داشت.
وی از مدرسهٔ دولتی شماره ۱۷۱ واقع در هارلم شرقی فارغ شد. متعاقباً در اوج رکود بزرگ، از دبیرستان هارن در منهتن فارغ شد. در سال ۱۹۴۰ با ماری واسیل (ماری واسیل در سال ۱۹۹۷ درگذشت) ازدواج کرد و هردو به برانکس رفتند و دو دختر بنام‌های باربارا و ژاکلین و دو پسر بنام‌های ریچارد و ماریو جونیور داشتند.

## حرفه

### نامه‌رسان
بیاگی پس از کار در بوت پالشی و مدتی به عنوان کارگر کارخانه، در ۱۸ سالگی در بدل ۶۵ سنت در هر ساعت، نامه‌رسان تعویضی خدمات پستی ایالات متحده شد. بعدها به یک نامه‌رسان رسمی تبدیل شد؛ مسیر پستی وی شامل خانهٔ یکی از قهرمانانش، فییور لواچ لاگواردیا، شهردار شهر نیویورک بود. او تقریباً شش سال در ادارهٔ پست خدمت کرد و در یک برنامهٔ پیش نمایش برای چیزهای آینده، به یک فعال در شعبه ۳۶ انجمن ملی نامه‌رسانان تبدیل شد.

### ادارهٔ پلیس شهر نیویورک
بیاگی در سال ۱۹۴۲ در ۲۵ سالگی به ادارهٔ پلیس شهر نیویورک (NYPD) پیوست. بیاگی می‌خواست به ارتش ملی بپیوندد اما در آن زمان پلیس از ارتش ایالات متحده مستثنی قرار داده شد و همچنین واقعیت دیگری این بود که دو برادرش در نیروهای مسلح بودند. حرفهٔ وی به عنوان پلس الی سال ۱۹۶۵ به مدت ۲۳ سال طول کشید.
بیاگی ۱۱ مرتبه مجروح شد. وی چندین تقدیرنامه به‌خاطر شجاعتش در یافت کرد، از جمله مدال افتخار اداره پلیس البته (بلندترین آن مدال) و مدال شجاعت انجمن افسران پلیس ملی آمریکا، و به یکی از افسران دارندهٔ بیشترین مدال در ادارهٔ پلیس شهر نیویورک NYPD تبدیل شد. یکی از شاهکاری‌های وی نجات خودش در سال ۱۹۴۶ در خیابان آمستردام در منهتن از یک دختر سوار بر روی اسب فراری بود که ۹۰ فوت وی را به روی زمین کشید و قبل از این‌که اسب را رام بسازد پای راستش را زیر گرفت و سبب لنگی دائمی شد. بیاگی تا پایان عمر از عصا استفاده کرد. در سال ۱۹۴۴، بر مردی که قصد زدن او را با چکش یخ‌شکن داشت، شلیک کرد و او را کشت و در سال ۱۹۵۹ بر مردی که قصد داشت بیاگی را به زور اسلحه برباید، شلیک کرد و او را کشت؛ خودش در اثر تیراندازی در برانکس مجروح شد.
در سال ۱۹۵۲ به درجهٔ گروهبان ارتقا یافت. در سال ۱۹۶۵ به درجهٔ ستوانی جنائی از اداره پلیس بازنشسته شد.

### حرفهٔ حقوقی
بیاگی در ۴۵ سالگی و تقریباً در پایان حرفه‌اش به عنوان پلیس، وارد دانشکدهٔ حقوق شد. هر چند با آن‌که بیاگی هرگز به کالج نرفته بود و مدرک کالج پیش‌شرط ورود به دانشکدهٔ حقوق بود، اما انجمن وکلای آمریکا به‌خاطر اجراهای برجسته‌اش در حرفهٔ پلیس، استثنای قانونی ویژهٔ برای تحصیل در رشته حقوق برای وی اعطاء کرد. دانیل گاتمن رئیس دانشکده، پس از شنیدن سخنرانی وی در یک همایش عمومی، بورسیه تحصیلی کامل برای وی در دانشکدهٔ حقوق نیویورک اعطا کرد. در سال ۱۹۶۵ با کسب مدرک کارشناسی حقوق از دانشکدهٔ حقوق فارغ شد. در سال ۱۹۶۶ در ۴۹ سالگی به کانون وکلای نیویورک پذیرفته شد و شرکت حقوقی بیاگی و ایلیرچ را تأسیس کرد. بیاگی از یک زن شهروند کویینز که از داوری در لیگ بیسبال زیر لیگ اصلی در سال ۱۹۶۹ منع شده بود، وکالت کرد و در دادگاه استیناف نیویورک در سال ۱۹۷۲ برنده شد.

### مجلس نمایندگان ایالات متحده
در سال ۱۹۶۸ پس از استعفای پل اِی فینو، نماینده بر حال هشت دوره‌ای جمهوری‌خواه به‌منظور اشغال سمت قاضی در دادگاه عالی نیویورک، کرسی حوزهٔ انتخابیهٔ بیست و چهارم خالی شد. بیاگی به‌عنوان دموکرات با حمایت حزب محافظه‌کار، کاندید شد و با کسب ۶۰٫۵٪ آرا در حوزهٔ که پایگاه سنتی جمهوری‌خواهان برانکس بود، برنده انتخابات سال ۱۹۶۸ شد. بیاگی در این زمان ۵۱ ساله بود.
گرهارد فالکِ مؤلف در مورد بیاگی نوشت: «کمتر اعضای مجلس نمایندگان تا الحال به محبوبیت ماریو بیاگی دست یافته‌اند». بیاگی در سال ۱۹۷۰ به‌عنوان نامزد احزاب دموکرات، جمهوری‌خواه و محافظه‌کار و کسب ۱۳۰٬۰۰۰ رای در برابر ۸٬۰۰۰ رای انتخاب شد. وی با شکست دادن جوزف اف. پریکونی، رئیس حکومت خودگردان برانکس برندهٔ انتخابات سال ۱۹۷۰، با کسب ۹۳٫۹٪ آرا برنده انتخابات سال ۱۹۷۲، با کسب ۸۲٫۴٪ آرا برندهٔ انتخابات سال ۱۹۷۴، با کسب ۹۱٫۶٪ آرا برندهٔ انتخابات سال ۱۹۷۶، با کسب ۹۵٫۰٪ آرا برندهٔ انتخابات سال ۱۹۷۸، با کسب ۹۴٫۵٪ برندهٔ انتخابات سال ۱۹۸۰، با کسب ۹۳٫۷٪ آرا برندهٔ انتخابات سال ۱۹۸۲، با کسب ۹۴٫۸٪ آرا برندهٔ انتخابات سال ۱۹۸۴ و با کسب ۹۰٫۲٪ آرا برندهٔ انتخابات سال ۱۹۸۶ شد.
شماره حوزهٔ انتخابیهٔ بیاگی در حوزه‌بندی مجدد پس از سرشماری سال ۱۹۷۰ به شماره دهم تغییر داده شد و وارد بخش شهر کویینز شد. شماره حوزهٔ انتخابیهٔ وی در حوزه‌بندی مجدد پس از شماری سال ۱۹۸۰، به شماره نوزدهم تغییر داده شد و شامل بخشی از حومهٔ شهری شهرستان وستچستر ساخته شد. بیاگی از سال ۱۹۷۲ به بعد، توسط جمهوری‌خواهان نیز نامزد شد. در سال‌های ۱۹۶۸، ۱۹۷۰ و ۱۹۷۲ نامزدی حزب محافظه‌کار را نیز بدست آورد. از سال ۱۹۷۸ به بعد نامزد حزب لیبرال بود.
بیاگی به دموکرات قانون-و-نظم عمومی مشهور بود، از نظر اجتماعی محافظه‌کار، از نظر اقتصادی ترقی‌خواه و در برابر جرایم خیابانی سخت‌گیر بود، و نهاد ممنوعیت فدرال برای گلوله ضد زره «پولس کش» را که یکی از نگرانی‌های اصلی پلیس بود، رهبری کرد. بیاگی همچنین از سالمندان، اتحادیه‌های کارگری، عقب ماندگان ذهنی، کنترل اسلحهٔ دستی یا هفت تیر، اسرائیل، اتحادیهٔ یهودیان و صلح در ایرلند شمالی قویاً حمایت کرد و با وحشی‌گری در اردوگاه‌های ارتش ایالات متحده و یهودستیزی مخالفت کرد. بیاگی در سال ۱۹۷۳ در جریان جنگ یوم کیپور یا جنگ اعراب و اسرائیل در اظهار نظری گفت: «اسرائیل تقریباً به همان شیوهٔ مورد حمله قرار گرفت که پرل هاربر مورد حمله قرار گرفته بود».
وی به عنوان «عضو کنگره خدمت‌کار» مورد توجه مردم قرار داشت. جان سی. دیعری، عضو سابق مجلس قانون‌گذاری نیویورک، در مورد بیاگی چنین یادآوری می‌کند: «او این کار را برای پسری که باید مادرش را در خانه سالمندان بستری نماید، یا خانوادهٔ که باید مشکل تأمین اجتماعی را حل نماید، یا کودکی که برای گرفتن درخواست شغلی در اداره پارک‌ها به کمک نیاز دارد، انجام داد. او تلفن را برمی‌داشت و تماس می‌گرفت و پس از قطع تماس، مثل این بود که خدا خودش تماس می‌گرفت».
بیاگی در جریان تصدی مسئولیت خود، رئیس کمیتهٔ فرعی گارد ساحلی و دریانوردی کمیتهٔ ناوگان بازرگانی و ماهی‌گیری مجلس نمایندگان ایالات متحده، رئیس کمیتهٔ فرعی خدمات بشری کمیتهٔ منتخب دائمی سالخوردگان مجلس نمایندگان ایالات متحده و رئیس کمیتهٔ دو حزبی ۱۲۰ عضوی اختصاصی کنگره در امور ایرلند بود.